# Angelo Del Boca
Angelo Del Boca (* 23. Mai 1925 in Novara; † 6. Juli 2021 in Turin) war ein italienischer Journalist, Neuzeithistoriker und Schriftsteller. Als Historiker setzte er sich insbesondere mit der italienischen Kolonialzeit in Libyen und Abessinien während des Faschismus auseinander.

## Leben

### Jugendzeit und Resistenza
Angelo Del Boca war das jüngste von vier Kindern von Giacomo Del Boca und seiner Frau Rosa Silvestri. Die Familie Del Boca entstammt einer verarmten piemontesischen Adelsfamilie aus der Gegend um Boca. Angelo Del Bocas Großvater Bernardo war in der zweiten Hälfte des 19. Jahrhunderts in den Besitz der Thermalquellen von Crodo gelangt, nachdem er bereits von 1873 bis 1879 das Thermalbad von Craveggia geleitet hatte. Sein Sohn Giacomo ließ einen Kurpark in Crodo anlegen und baute das dazugehörige Kurhotel aus. In dem Jahr bevor Angelo Del Boca geboren wurde, verkaufte sein Vater Giacomo den Besitz in Crodo und kaufte mit dem Erlös ein mehrgeschossiges Mietshaus am Stadtrand von Novara, in das die Familie Del Boca einzog und die anderen Wohnungen und Geschäftsräume vermietete.
Angelo Del Boca wuchs in Novara auf und durchlief alle faschistischen Jugendorganisationen. In seiner 2008 erschienenen Autobiographie Il mio Novecento (deutsch Mein 20. Jahrhundert) bezeichnete er sich selbst als einen gehörigen Anhänger des Faschismus, so wie man es von ihm erwartete. Mit 17 Jahren begann er die mehr oder weniger obligatorischen  und stark militärisch geprägten faschistischen Freizeitaktivitäten zu schwänzen und zog es vor, den Samstagnachmittag lieber anders zu verbringen.
Nach dem Sturz Mussolinis im Juli 1943 und der deutschen Besetzung Italiens im darauffolgenden September wurde Del Boca im Herbst 1943 zu den Streitkräften der Italienischen Sozialrepublik einberufen. Im Zweifel, ob er sich der RSI oder den Partisanen anschließen solle, ließ er den Einberufungstermin verstreichen. Erst als mit der Verhaftung seines Vaters gedroht wurde, falls er sich der Einberufung weiter entzöge, meldete er sich im Januar 1944 bei der zuständigen Behörde. Er wurde der Alpini-Division Monterosa zugeteilt und mit der neu aufgestellten Division nach Münsingen zur Grundausbildung geschickt. Als er nach der Rückkehr bei einer Partisanenaktion Augenzeuge wurde, wie ein Offizier seiner Division einen verwundeten 16-jährigen Partisanen mit dem Gewehrkolben totschlug, lief er im Juli 1944 zu den Partisanen über.
Angelo Del Boca schloss sich einer Giustizia e Libertà-Partisaneneinheit im ligurischen Apennin an und kehrte erst nach Kriegsende im Mai 1945 nach Novara zurück. Während seiner Zeit bei der Resistenza schloss er sich der Partito d’Azione an, bevor er nach dem Krieg zur PSI wechselte. 1944 lernte er auch seine spätere Frau Maria Teresa Maestri kennen, die er 1946 heiratete und mit der er 34 Jahre lang verheiratet war.
Seine Zeit bei den Partisanen verarbeitete er in der Nachkriegszeit in dem bei Einaudi erschienenen autobiographischen Erzählband Dentro mi è nato l’uomo sowie in dem 1963 bei Feltrinelli veröffentlichten Band La Scelta.

### Journalist
Bevor Angelo Del Boca sein erstes Buch veröffentlichen konnte, musste er nach Kriegsende zunächst seiner in wirtschaftliche Schwierigkeiten geratenen Familie unter die Arme greifen. Nachdem sein Vater 1940 das Mietshaus in Novara verkauft hatte, legte er das Geld in Staatsanleihen an, die nach dem Krieg so gut wie wertlos wurden. Zudem hatte Angelos Schwester Amita ihre Stelle als Lehrerin verloren, da sie während des Faschismus als eifrige und getreue Anhängerin Mussolinis in Erscheinung getreten war. Angelo Del Boca fand zunächst eine Stelle bei der gesetzlichen Krankenkasse.
Im August 1945 wurde er Mitglied der Italienischen Sozialistischen Partei der Proletarischen Einheit (it. Partito Socialista Italiano di Unità Proletaria) (PSIUP), wie sich die Sozialistische Partei vorübergehend nannte. Der PSI blieb er bis 1980 treu. Erst als Bettino Craxi Ende der 1970er Jahre die Partei nach seinen Vorstellungen  umzukrempeln begann, identifizierte sich Angelo Del Boca immer weniger mit ihr und ließ seine Parteimitgliedschaft ab 1980 ruhen.
Für die wöchentlich erscheinende lokale Parteizeitung Lavoratore (dt. Arbeiter) begann er als Journalist zu arbeiten. Über seinen bei Einaudi 1947 veröffentlichten Erzählband Dentro mi è nato l’uomo lernte er seine späteren Förderer Elio Vittorini, Cesare Pavese, den Literaturkritiker Lorenzo Gigli sowie Gianfranco Contini kennen, die ihm die Türen für seinen weiteren beruflichen Weg öffneten. 1950 wurde er bei der in Turin erscheinenden Tageszeitung Gazzetta del Popolo als Inlandskorrespondent angestellt. Nebenbei schrieb er zwei weitere Erzählbände. 1954 reiste er als Auslandskorrespondent erstmals nach Afrika. Mit dem afrikanischen Kontinent sollte er sich später noch länger und intensiver auseinandersetzen. Ende 1954 wurde ihm der Posten des Chefredakteurs des Lokalteils der Gazzetta anvertraut, mit dem Ziel, ein Konkurrenzblatt für die in Turin dominierende und von Fiat abhängige Tageszeitung La Stampa aufzubauen.
1957 war Del Boca erneut als Auslandskorrespondent für die Gazzetta del Popolo tätig. Er reiste nach Indien und führte Interviews mit Nehru, Mutter Teresa und Vinoba Bhave. 1958 folgten Reisen in den Iran und nach Israel. In Israel interviewte er den damaligen Staatssekretär im Verteidigungsministerium Schimon Peres. Im Zuge der Dekolonisation Afrikas besuchte Del Boca 1959 im Vorfeld des afrikanischen Jahres 1960, in dem zahlreiche Staaten die Unabhängigkeit von den Kolonialmächten erlangten, zehn afrikanische Staaten. Eine Reise, die ihn auf seinem weiteren Weg als Afrikanist prägen sollte. Aus den Reisenotizen und Interviews, unter anderem mit Albert Schweitzer, entstand 1959 sein erstes Buch über Afrika mit dem Titel L’Africa aspetta il 1960. 1961 folgten eine Reise in das franquistische Spanien, bei der er heimlich Oppositionelle interviewte, nach Jerusalem als Beobachter des Eichmann-Prozesses, in den Mittleren Orient, nach Belgrad sowie nach Südafrika, wo er nach dem Interview mit dem Nobelpreisträger Albert John Luthuli des Landes verwiesen wurde. 1962 reiste er nach Japan sowie nach Südvietnam und traf sich unter anderem mit dem südvietnamesischen Präsidenten Ngô Đình Diệm.
1965 recherchierte er über neofaschistische und neonazistische Bewegungen. Seine ursprünglich in 24 Artikeln veröffentlichte Recherche wurde unter dem Buchtitel I “figli del sole”. Mezzo secolo di nazifasismo nel mondo veröffentlicht und erschien unter anderem in englischer Übersetzung in den Vereinigten Staaten und Großbritannien. Zum 30. Jahrestag des italienischen Angriffs auf Äthiopien besuchte er im selben Jahr das Land und interviewte unter anderem den äthiopischen Kaiser Haile Selassie sowie Imru Haile Selassie. Aus den daraus entstandenen Zeitungsartikeln erschien noch 1965 sein erstes bei Feltrinelli veröffentlichtes Buch über den Abessinienkrieg: La guerra d’Abissinia (1935–1941). In dem Buch räumte er mit dem Mythos eines „anständig“ geführten Eroberungskrieges auf und beschrieb als Erster den Abessinienkrieg als einen vom faschistischen Italien geführten Vernichtungskrieg, bei dem der Einsatz von Giftgas zur täglichen Praxis gehörte. Die Veröffentlichung sorgte für einiges Aufsehen in Italien, was ihm unter anderem eine Anzeige wegen Verunglimpfung der italienischen Streitkräfte sowie den Ruf eines unbequemen Zeitgenossen einbrachte.
1967 verließ Del Boca die Gazzetta del Popolo und wechselte im August 1968, nachdem er eine von Gianni Agnelli finanzierte Recherche über das Zeitungssterben abgeschlossen hatte (Giornali in crisi. Indagine sulla stampa quotidiana in Italia e nel mondo), als Chefredakteur zu der in Mailand erscheinenden Tageszeitung Il Giorno. Mit dem Wechsel beendete er seine Tätigkeit als Fotograf, die er bislang neben seiner Arbeit als Journalist ausgeübt hatte. Später bezeichnete er den Wechsel als schwersten Fehler seines Lebens, der ihn 13 Jahre lang hinter einen Schreibtisch gefesselt habe. Im selben Jahr wechselte er auch seinen Verleger und unterzeichnete einen Vertrag bei Laterza. Unter Laterza begann er sich ausführlich mit der italienischen Kolonialgeschichte auseinanderzusetzen. Aus der ursprünglich geplanten Veröffentlichung eines Bandes entstanden trotz unerwarteter Hindernisse, so wurde ihm der Zugang zu staatlichen Archiven immer wieder verweigert oder erschwert, im Laufe von 20 Jahren insgesamt sechs Bücher über das Thema. 1971 wurde ihm zusätzlich die Kulturteil der Zeitung anvertraut, wo er unter anderem mit Giorgio Bocca und Tiziano Terzani zusammenarbeitete. 1976 erschien unter seiner Regie die erste mehrseitige wöchentliche Literaturbeilage in einer italienischen Tageszeitung, die allerdings nach zwei Jahren wegen zu hoher Kosten wieder eingestellt wurde.

### Historiker
Nach der Veröffentlichung seines zweiten Bandes über die italienische Kolonie Italienisch-Ostafrika (Gli italiani in Africa Orientale. La conquista dell’impero.) 1979, für dessen Recherche er mehrere Auslandsreisen unternahm, und der ihn zur Zielscheibe von Angriffen konservativer Zeitungen machte, reifte in ihm der Entschluss, sich vollständig der Arbeit als Historiker zu widmen. Bestärkt wurde sein Entschluss durch den unerwarteten Tod seiner Frau im November 1979. Der Verlust traf ihn schwer und er hatte Mühe sich auf seine schriftstellerische Arbeit zu konzentrieren. Im November 1980 hielt in Addis Abeba er als erster italienischer Historiker eine Lesung  über die faschistische Kolonialzeit in Äthiopien. Im Sommer 1981 gab er seinen Posten in Mailand auf und kehrte nach Turin zurück. Dort nahm der Nichtakademiker De Boca ein Angebot der Universität Turin an und begann eine mehrjährige Lehrtätigkeit an der Fakultät für Politikwissenschaften, in der Vorlesungen zur Zeitgeschichte mit Schwerpunkt Kolonialgeschichte hielt. 1981 lernte er auch seine zweite Frau Paola kennen, die er ein Jahr später heiratete.
Neben seiner Lehrtätigkeit begann Del Boca 1982 als freier Mitarbeiter regelmäßig für die römische Tageszeitung Il Messaggero zu schreiben. 1985 übernahm er zudem das Amt des Präsidenten des Historischen Instituts der Resistenza in Piacenza. Unter seiner Leitung wurde ab 1987 halbjährlich die Zeitschrift Studi Piacentini herausgegeben. Eine der Schwerpunkte der Zeitschrift, für die auch Historiker aus Äthiopien und Somalia arbeiteten, war die italienische Kolonialgeschichte. Insgesamt erschienen unter seiner Leitung 36 Ausgaben der Zeitschrift, wobei er am Ende die Herausgabe sogar mitfinanzierte. Das Institut leitete er insgesamt 15 Jahre lang.
1994 akzeptierte er eine Kandidatur als Parteiloser in den Reihen der Partito Democratico della Sinistra (PDS) für die Parlamentswahlen 1994. Del Boca konnte 28,4 % der abgegebenen Stimmen für den Senatssitz im Wahlkreis Piacenza hinter sich vereinen, zog aber trotz über 50.000 Stimmen als Zweitplatzierter hinter dem Kandidaten des Mitte-rechts-Bündnis nicht in den Senat ein.
Zu den Schwerpunkten seiner Aufarbeitung der italienischen Kolonialgeschichte gehörte die Aufdeckung des wahren Ausmaßes des Einsatzes von Giftgas durch die italienischen Streitkräfte während des Zweiten Italienisch-Libyschen Krieges und des Abessinienkrieges. Die ausführliche Darstellung des Giftgaseinsatzes in seinen Büchern machte ihn zum Ziel von Angriffen ehemaliger Zeitgenossen, wie dem 1991 verstorbenen italienischen Kolonialminister Alessandro Lessona oder dem Kriegsteilnehmer Indro Montanelli. Insbesondere der sich über Jahrzehnte hinziehende Streit mit Montanelli sollte am Ende einen ersten entscheidenden Schritt zu einer breiten kritischen Aufarbeitung des Abessinienkrieges darstellen. Die Veröffentlichung der von Boca verfassten Biografie über den Negus 1995, die von Montanelli positiv rezensiert wurde, entfachte die Debatte über den Einsatz von Giftgas in Äthiopien neu und führte zu mehreren parlamentarischen Anfragen. Am 7. Februar 1996 gab der damalige parteilose Verteidigungsminister Domenico Corcione offiziell zu, dass es im Abessinienkrieg zu Giftgaseinsätzen gekommen war. Bereits vorher war von staatlicher Seite zugesichert worden, die Archive des Verteidigungs- und des ehemaligen Kolonialministeriums zu öffnen. Infolgedessen gestand Montanelli ein, sich bezüglich des von ihm verleugneten Giftgaseinsatzes geirrt zu haben, und entschuldigte sich öffentlich für seine Angriffe auf Del Boca, auch wenn Montanelli weiterhin davon überzeugt war, dass der italienische Kolonialismus der humanste von allen gewesen sei.
2000 verlieh ihm die Universität Turin, die 1984 seine Bewerbung als ordentlicher Professor nach Ablauf seiner befristeten Lehrtätigkeit abgelehnt hatte, die Ehrendoktorwürde in Politikwissenschaften. Einen Titel, dessen Wert er später herabstufte, da nach seiner Ansicht damals zahlreiche fragwürdige Ehrendoktorwürden in Italien verliehen wurden und er nicht in eine Reihe mit dem Motorradrennfahrer Valentino Rossi oder dem Rockmusiker Vasco Rossi gestellt werden wollte. Umso mehr schätzte er die zweite Ehrendoktorwürde, die ihm 2002 von der Universität Luzern auf Vorschlag von Aram Mattioli für seine Afrikastudien verliehen wurde.
Die 2000er Jahre waren bis 2007 für Angelo Del Boca eine sehr arbeitsintensive, aber laut eigener Aussage auch eine sehr zufriedenstellende und glückliche Zeit. So veröffentlichte er in den sieben Jahren neun Bücher, um die hundert Zeitungs- oder Zeitschriftenartikel, verfasste zahlreiche Beiträge für Sammelbände und gab zehn Ausgaben der von ihm geleiteten Studi piacentini sowie sechs Ausgaben der von ihm ab 2005 ihm geleiteten Zeitschrift Sentieri della ricerca heraus. In dieser Zeit entstand auch sein vielleicht bekanntestes und zugleich viel diskutiertes und auflagenstärkstes Buch Italiani, brava gente? Un mito duro a morire, an dem er ab Dezember 2004, wenige Wochen nachdem ihm ein Herzschrittmacher eingesetzt worden war, arbeitete, und das im Sommer 2005 veröffentlicht wurde. Das Buch nimmt Bezug auf den Brava-Gente-Mythos und zeigt anhand von Beispielen, die von der Bandenbekämpfung in Süditalien in der zweiten Hälfte des 19. Jahrhunderts bis zum Zweiten Weltkrieg reichen, wie dieser konstruierte Mythos des angeblich anständigen Italieners nicht mit der historischen Realität übereinstimmt.
Ein 2007 auch von Del Boca unterzeichneter Vorschlag, einen nationalen Gedenktag für die etwa 300.000 afrikanischen Opfer der italienischen Kolonialpolitik einzurichten, ging im Trubel einer der zahlreichen italienischen Regierungskrisen unter und wurde nach der erneuten und vierten Regierungsübernahme durch Silvio Berlusconi und seiner Mitte-rechts-Allianz gar nicht erst in Erwägung gezogen. Als erster Europäer verlieh ihm 2014 die Universität Addis Abeba seine insgesamt dritte Ehrendoktorwürde. 2015 wurde sein bis dahin unveröffentlichtes Tagebuch aus seiner Zeit bei den Partisanen unter dem Titel Nella notte ci guidano le stelle: La mia storia partigiana veröffentlicht.
2011 war Del Boca im von Luca Guadagnino inszenierten Dokumentarfilm Inconscio italiano zu sehen.
Angelo Del Boca hatte drei Kinder aus erster und ein Kind aus zweiter Ehe sowie mehrere Enkelkinder.

## Nachwirken
Das Museum Villa Freischütz in Meran widmete seine postkoloniale und die Restitution von Beutekunst berührende, von Ariane Karbe und Hannes Obermair kuratierte Ausstellung „Der Äthiopische Mantel“ im Herbst 2021 dem Andenken Del Bocas mit der Begründung, «seine kritischen Arbeiten zur italienisch-faschistischen Kolonialzeit haben – gegen große Widerstände – das öffentliche Geschichtsbild nachhaltig verändert, nicht zuletzt indem sie ihren empathischen Blick stets auch auf das „Andere“ gerichtet und damit auch die Wahrnehmung des „Eigenen“ nachhaltig verändert haben.»
Der Aufsatz von Stefano A.E. Leoni Una piccola storia ignobile. Appunti sull'immaginario sonoro dell'Africa Orientale Italiana tra imperialismo e fascismo, in: Francesco Finocchiaro (a cura di), L'industria della persuasione. Musica e mass media nella politica culturale del fascismo, Turin, Accademia University Press, Biblioteca di Athena Musica, 2022, S. 47–82 ist dem Andenken an Angelo Del Boca gewidmet.

## Schriften (Auswahl)

### Prosa
- Dentro mi è nato l’uomo. Einaudi, Turin 1947.
- Viaggio nella luna. Vallecchi, Florenz 1955.
- La scelta. Feltrinelli, Mailand 1963.
- Nella notte ci guidano le stelle. La mia storia partigiana. Herausgegeben von Mimmo Franzinelli. Mondadori, Mailand 2015.

### Sachbücher
- La guerra d’Abissinia, 1935-1941. Feltrinelli, Mailand 1965.
- Gli Italiani in Africa Orientale. Dall’Unità alla Marcia su Roma. Laterza, Bari 1976.
- Gli Italiani in Africa Orientale. La conquista dell’Impero. Laterza, Bari 1979.
- Gli Italiani in Africa Orientale. La caduta dell’Impero. Laterza, Bari 1982.
- Gli Italiani in Africa Orientale. Nostalgia delle colonie. Laterza, Bari 1984.
- Gli italiani in Libia. Tripoli bel suol d’amore. Laterza, Bari 1986.
- Gli italiani in Libia. Dal fascismo a Gheddafi. Laterza, Bari 1988.
- Gheddafi: una sfida dal deserto. Laterza, Bari 1993, ISBN 88-420-5462-3.
- Il Negus: vita e morte dell’ultimo re dei re. Laterza, Bari 1995, ISBN 88-420-4697-3.
- I gas di Mussolini. Il fascismo e la guerra d’Etiopia. Editori riuniti, Rom 1996, ISBN 88-359-4091-5.
- Italiani, brava gente? Un mito duro a morire. Neri Pozza, Vicenza 2005, ISBN 88-545-0013-5.
- A un passo dalla forca: atrocità e infamie dell’occupazione italiana della Libia nelle memorie del patriota Mohamed Fekini. Baldini Castoldi Dalai, Mailand 2007, ISBN 978-88-6073-038-1.
- Il mio Novecento. Neri Pozza, Vicenza 2008, ISBN 978-88-545-0271-0.
- La guerra d’Etiopia: l’ultima impresa del colonialismo. Longanesi, Mailand 2010, ISBN 978-88-304-2716-7.
- Da Mussolini a Gheddafi: quaranta incontri. Neri Pozza, Vicenza 2012, ISBN 978-88-545-0476-9.